# 크리스티안 스텔리니
크리스티안 스텔리니(이탈리아어: Cristian Stellini, 1974년 4월 27일 ~ )는 이탈리아의 전 축구 선수이자 현 축구 지도자로, 현역 시절 포지션은 수비수였다. 2023년 3월 안토니오 콘테가 팀을 떠난 이후 잠시 토트넘 홋스퍼의 감독 대행을 맡았다.